# Hrazdan
Pour les articles homonymes, voir Hrazdan (homonymie).
La Hrazdan (en arménien : Հրազդան) est une rivière d'Arménie coulant vers le sud-ouest et se jetant dans l'Araxe, qui marque la frontière avec la Turquie. Elle était connue avant le XXe siècle sous le nom de Zengui ou de Zenga.
C'est donc aussi un sous-affluent du fleuve la Koura.

## Présentation
Elle compte plusieurs installations hydroélectriques.
Elle traverse la ville d'Erevan.